# Dahúk
Dahúk, másként Duhok (kurdul دهۆك, arabul دهوك, szírül ܢ ܘ ܗ ܕ ܪ ܐ [Nohadra]) város Észak-Irakban, Dahúk kormányzóságban, az iraki Kurdisztánban. Eredeti asszír neve Nohadra volt.

## Története
Dahúk helyén már az ókorban is település állt, melynek maradványait a város nyugati szélén levő tell rejti, melynek tetején várrom áll.
Dahúk lakói még a Szasszanida uralom alatt keresztény hitre tértek, még ma is sok káld katolikus él itt.
A városkának a középkorban két temploma is volt, melyből az egyiket később átalakították dzsámivá, a másik ma is áll, bár erősen átépítve.
Dahúkban számos vallás él egymás mellett: kurdok, szunnita muszlimok, az őshonos kurd Yarsan vallás követői. Az asszírok mind keresztények. Az Asszír Keleti Egyház, Káld Katolikus Egyház vagy a szíriai ortodox egyház, és szunnita muzulmánok is élnek itt.
A városban és környékén fő beszélt nyelvek a kurd és az asszír arámi, valamint kisebbségben az arab, a sabaki, a türkmén és a jazidi.
A dahúki egyetemet (University of Dohuk) 1992-ben alapították, mely ma az oktatás és a kutatás központja.

## Képek

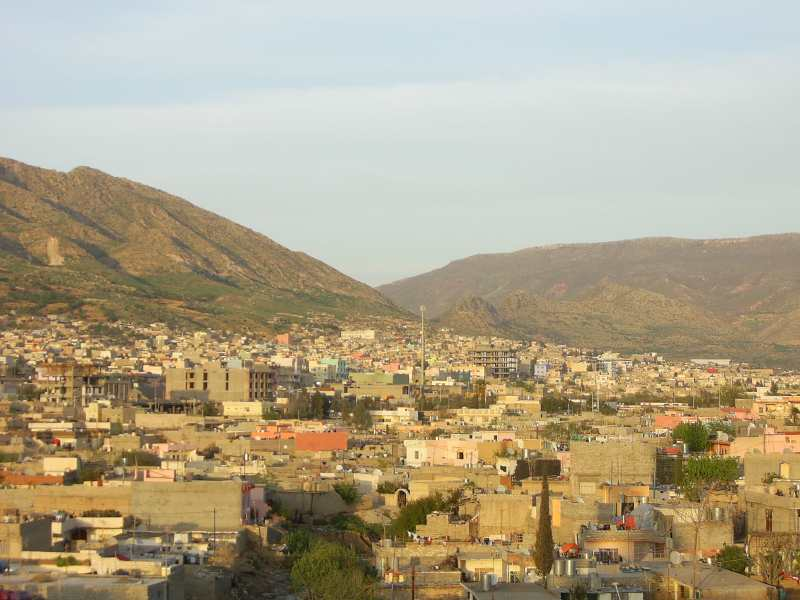
Dahúk